# Battaglia di Arroyo Grande (1819)
La battaglia di Arroyo Grande fu uno scontro armato combattuto il 28 ottobre 1819 nel contesto dell'invasione luso-brasiliana della Provincia Orientale del Río de la Plata tra una divisione dell'esercito del Regno Unito di Portogallo, Brasile e Algarve, guidata da Bento Manuel Ribeiro, e le milizie orientali di Fructuoso Rivera.
La battaglia si svolse nei pressi del torrente chiamato Arroyo Grande (in italiano “Torrente Grande”), nell'attuale territorio del dipartimento di Río Negro, in Uruguay. Ribeiro riuscì a sconfiggere Rivera, che dopo pochi mesi decise di abbandonare la lotta e di accordarsi con l'esercito invasore.

## Antefatti
Dopo la battaglia di Queguay Chico, vinta dal suo luogotenente Fructuoso Rivera, il caudillo orientale José Gervasio Artigas si trasferì sulla sponda occidentale del fiume Uruguay con lo scopo di raccogliere nuove truppe; in seguito tornò ad accampardi sul Queguay per pianificare un nuovo attacco al territorio brasiliano in collaborazione con il suo alleato Andrés Guazurary. Nel frattempo seguì l'esito della guerra civile lanciata dal Direttorio di Buenos Aires contro le province federaliste a lui alleate. La nuova offensiva, lanciata nell'aprile del 1819, si concluse con un nuovo fallimento e con la cattura di Guazurary.
Il generale Joachim Xavier Curado, intanto, continuava a scendere in direzione di Montevideo lungo la sponda orientale dell'Uruguay; il 16 ottobre 1819 la sua avanguardia si scontrò sul torrente Rabón con la divisione di Rivera, rimasto praticamente il solo ad ostacolarne l'avanzata nella Provincia Orientale, costringendolo a retrocedere di 60 km.

## La battaglia
Curado inviò 600 uomini di cavalleria originari di Rio Grande do Sul e di San Paolo, guidati dal colonnello Bento Manuel Ribeiro, ad intercettare la colonna di Rivera. Lo scontro tra i due ebbe luogo il 28 ottobre 1819 sul torrente chiamato Arroyo Grande; Ribeiro riuscì a sconfiggere e a mattere in fuga Rivera.

## Conseguenze
La battaglia fu l'ultima azione della campagna militare di Curado nella Banda Oriental: il 22 gennaio 1820 Artigas fu definitivamente sconfitto nella battaglia di Tacuarembó. Due mesi dopo questo episodio Rivera abbandonò la lotta accordandosi con i luso-brasiliani nella località di Tres Arboles.